# Pedro de Valpuesta

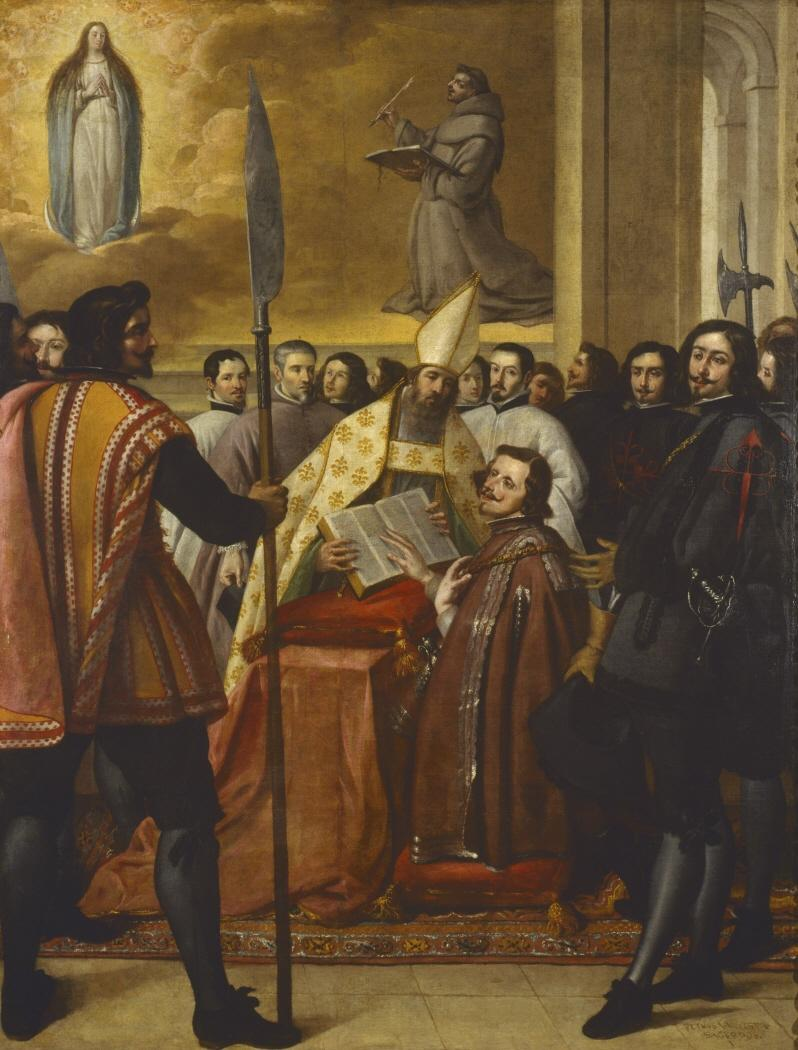
Felipe IV jurando defender la doctrina de la Inmaculada Concepción, óleo sobre lienzo, 205 x 168 cm, Madrid, Museo de Historia de Madrid.

Pedro de Valpuesta (c. 1614-1668) fue un sacerdote y pintor barroco español.
Por Lázaro Díaz del Valle, que le dedicó una breve y laudatoria biografía, se sabe que nació en Burgo de Osma, hijo de un agente de negocios. Al escribir Díaz del Valle su biografía (1658), tenía cuarenta y cuatro años, lo que permite suponer que debió de nacer hacia 1614. En Madrid, según su biógrafo, habría sido el discípulo que más se acercó a la obra de Eugenio Cajés, con cuyas obras se confundían las suyas. Otras noticias documentales lo sitúan en Madrid entre 1660 y 1663, siempre citado como licenciado, muriendo en esta ciudad en 1668 según dice Antonio Palomino.
Las escasas obras conservadas ratifican la dependencia de su maestro. Las dificultades para componer sus obras y la excesiva rigidez de sus figuras de canon alargado, se ven compensadas por su habilidad en el retrato, según se advierte en la más significativa de sus obras: Felipe IV jura defender la doctrina de la Inmaculada Concepción de María (Museo de Historia de Madrid). Pintada para el convento de La Latina y firmada «PETRUS VALPUESTA SACERDOS F.», representa al rey Felipe IV arrodillado en el momento de hacer voto de defender el misterio de la Inmaculada Concepción dentro de la intensa campaña inmaculista que se vivió en el país en torno a 1661, ante un cuadro dentro del cuadro en el que aparecen representados San Buenaventura escribiendo y la Inmaculada. Un San Ignacio de Loyola con cuatro historias de su vida y dos cartelas, firmado en 1658, (Alcalá de Henares, Hospital de Antezana) reúne características semejantes: nobleza en el retrato del santo e ingenuas composiciones en las cuatro escenas que lo rodean.